# Coccoloba lundellii
Coccoloba lundellii är en slideväxtart som först beskrevs av Paul Carpenter Standley, och fick sitt nu gällande namn av Howard. Coccoloba lundellii ingår i släktet Coccoloba och familjen slideväxter. Inga underarter finns listade i Catalogue of Life.